# Josep Viciano i Martí

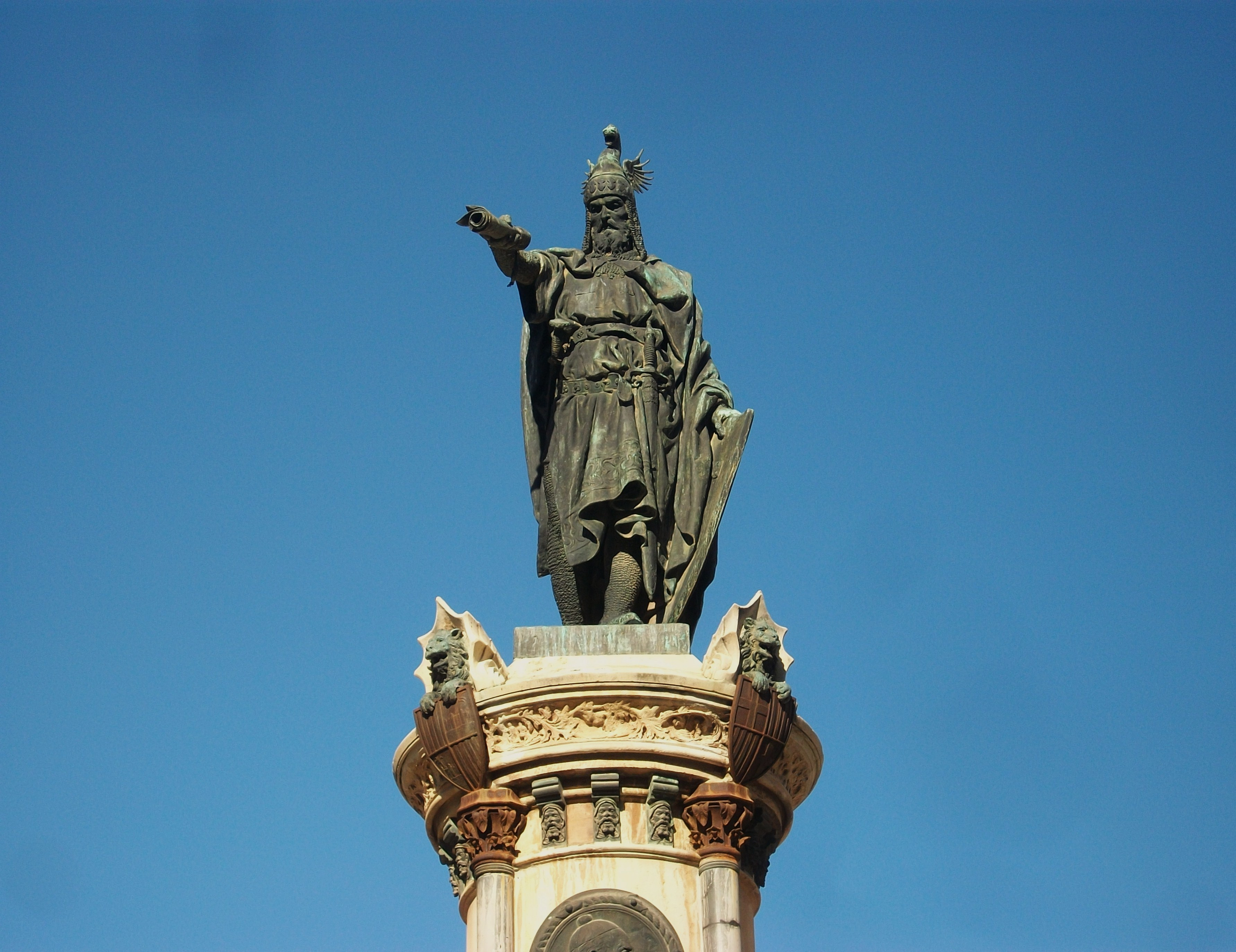
Estàtua de Jaume I de Josep Viciano

Josep Viciano i Martí (Castelló de la Plana, 19 de setembre, 1855 - idem. 21 de maig, 1898), va ser un escultor valencià.
Va estudiar el dibuix a la seva ciutat natal, passant a valència el 1874 per ingressar a l'Acadèmia de Sant Carles i als tallers d'escultura de Modest Pastor. La primera recompensa la va obtenir en 1883 de la Societat Econòmica per un treball en fang, i a ella va seguir una llarga sèrie sense interrupció, entre les quals es compten; el 1887, medalla d'or a l'Exposició de Castelló per un esbós de l'estàtua de Ribalta; el 1893, premi de tercera classe a la Nacional de Madrid per la seva estàtua del Cardenal Cisneros; el 1895 medalla de segona classe per la seva obra Afilador marroquí. Fou també premiat a l'Exposició de Chicago. Entre altres distincions va reunir les d'escultor de la Reial Casa, soci de mèrit de l'Ateneu de València i de la Reial Acadèmia de Brussel·les, vicepresident del Circulo Valencià de Belles Arts i en sorprendre'l la mort estava proposat per a la càtedra de modelatge de l'Escola de Belles Arts de Saragossa.
Les obres d'aquest artista poden catalogar-se com formant part de l'escola realista, mereixent esmentar-se com a qualitat sortint de la seva labor un noble afany a vèncer les dificultats dels escorços, que prestaven singular moviment a les seves figures. Citarem, a més, entre les seves obres l'estàtua de Jaume I, que s'aixeca a la plaça del seu nom a Castelló; una notable escultura, Desperta, ferro!, que va enviar a l'Exposició Nacional de 1897; el grup de Angels de les andes de San Pascual Bailón de Vila-real. la imatge de San Francisco d'Assís, que es venera a l'església de Sant Miquel de Castelló de la Plana, i altres imatges per a diversos temples, com la de La nostra Senyora de Lourdes (1887), per a aquesta última ciutat, i El Sagrat Cor de Jesús (1897), amb destinació a València.
També se li deuen: medalla amb el bust de Calderón de la Barca (1887); els bustos de Charcot i Pasteur (1895); Una manola (1895), etc...En 1896 va esculpir un Crucifix, en marbre, de grandària aproximada a la meitat del natural, destinat a un oratori particular d'Ontinyent.
El seu germà Francesc fou deixeble seu y assolí per oposició una plaça de pensionat, produint, entre altres obres, la estàtua de Séneca, modelada amb soltesa i amplitud.